# 汉特人
汉特人，亦称奥斯恰克人、奥斯佳克人（Ostyak），是俄罗斯的一个土著民族。主要居住在汉特-曼西自治区，该地区在古代被称为“尤格拉”。汉特语、曼西语同属乌拉尔语系芬兰-乌戈尔语族乌戈尔语支，和俄语是该自治区的官方语言。2002年人口普查时，有28678人自认为是汉特人。亦分布于秋明州、托木斯克与科米共和国。

## 民族分佈、人口與語言

### 民族分布

大部分的人居住在位於西西伯利亞的汉特-曼西自治区

汉特人主要居住在汉特-曼西自治区，该地区在古代被称为尤格拉。亦分布于秋明州、托木斯克。他們現在居住在烏拉山以東，沿著鄂畢河及其諸支流，從烏拉山脈和狹窄的山麓丘陵地帶，直到地勢漸向鄂畢灣傾斜的廣闊中央低地。

### 人口
| 年份 | 總人口數 | 母語使用人數 | 漢特-曼西自治區境内 |
| ---- | -------- | ------------ | ------------------- |
| 1840 | 16,247   |              |                     |
| 1868 | 17,149   |              |                     |
| 1897 | 19,663   | 98%          |                     |
| 1911 | 18,591   |              |                     |
| 1926 | 22,170   | 84%          | 11,300 (51%)        |
| 1939 | 18,500   |              |                     |
| 1959 | 19,410   | 77%          | 11,400 (59%)        |
| 1970 | 21,138   | 68.9%        | 12,200 (58%)        |
| 1979 | 20,934   | 67.8%        | 11,200 (53%)        |
| 1989 | 22,521   | 60.5%        | 11,900 (53%)        |

漢特人一直維持著穩定的人數，大約20,000人。在1926-1939年間發生人口的劇烈下降。由於史達林主義的影響，許多成年男子在1930年代遭到殺害。
在2010的俄罗斯人口普查，30,943人被認定為漢特人。其中26,694人居住在秋明州。17,128人住在漢特-曼西自治區，還有8,760人住在亞馬爾-涅涅茨自治區。873人為鄰近托木斯克州的居民，還有88人住在科米共和国。

### 語言
漢特語屬於烏拉爾語系芬蘭-烏戈爾語族乌戈尔语支中的鄂畢-烏戈爾语组，與匈牙利語最相似。使用地區有俄羅斯的漢特-曼西自治區、亞馬爾-涅涅茨自治區和托木斯克州。自從1970年代漢特人的母語使用人數下降，受到俄羅斯化的影響。1994年調查顯示俄羅斯有12,000人使用漢特語。
漢特語下分10種方言，分割成南、北、東三個方言群。它們的語音、構詞和詞彙的特色各不相同。大約有20%-60%的漢特人使用漢特語，年輕一代兒童有的會在家中使用漢特語，但到了入學年齡後，多會轉而學習俄語。

## 族源
汉特人与曼西人有着密切联系，被合称为「鄂毕乌戈尔人」。彼得堡科学院的卡斯特在做了大量调查后，认为鄂毕乌戈尔人与萨莫耶德人有着亲缘关系，可能源自阿尔泰。伯恩斯坦在其《北亚民族短论》中则认为奥斯恰克人就是中国史料裡的呼得（烏揭）部落。关于其形成时间，莫基利尼科夫认为是公元11世纪后半页。

## 地理環境
漢特人的居住環境，高地和低地某些地方有大片長滿苔蘚、泥炭、菅茅和沼生矮松樹的沼澤。氣候惡劣︰冬季持續6個月，有2公尺(6.5呎)厚的積雪；夏季洪水氾濫，諸河(鄂畢河、額爾齊斯河及其諸支流)形成一片汪洋。

## 歷史沿革
在西元前兩千年，在卡馬河和額爾齊斯河之間的領土曾是原始烏拉語系的分布地。這些林地的居民是現代烏戈爾人的祖先。有些人認為漢特人的祖先是史前金屬器的安德羅諾沃文化。研究者認為漢特人起源於烏拉爾草原，突厥人迫使他們從南方退卻，大約在西元500年左右北移到現在的位置。
大約11世紀左右，漢特人曾以尤格拉的名字出現在俄國人的紀錄當中。當時他們接觸到俄國的獵人以及商人。他們第一次被記錄可能是由英國國王阿佛烈大帝，約西元9世紀左右。
涅涅茨人的养鹿技术传给了汉特人，沃伊卡尔斯克城堡就是这两个民族早期的贸易点。他们从鞑靼人那儿得到武器、粮食、商品，与俄罗斯人的交往也日益密切。
12-13世紀在額爾齊斯河沿岸和鄂畢河沿岸建立了被稱為公國的，漢特人和曼西人的領土-種族聯盟。每一個公國有自己的作為行政、文化和經濟中心的城市。在1440-1570年間，漢特公國曾經部分屬於西伯利亞汗國。后来，汉特人与曼西人归西伯利亚汗国统辖，向汗国提供了赋税和兵役。1583年，沙俄侵吞西伯利亚。次年，汉特人地区修建了首座鄂毕斯克堡，10年后又修建了苏尔古特城。
在17-19世紀期間，漢特人曾被引入基督教，但他們並未接受任何實質上的改變。在19世紀下半葉，他們逐漸接受了國家法律。在蘇維埃統治期間，漢特人為西伯利亞的少數民族，也就因此形成了自治區來進行自治。自治區的建立對於民族扮演了相當重要的腳色。
汉特人的捕鱼、狩猎场地常遭到俄罗斯人霸占，到19世纪，汉特人差不多都沦为俄罗斯渔场的雇工。到20世纪初，破产和贫困的情况相当普遍。1930年，漢特-曼西自治區成立。之後俄羅斯化的政策展開，包含集體耕作的部分。透過集體化的名義，許多富有的漢特人以及薩滿教巫師遭到殺害。敬仰的神聖樹林和墳地都受到破壞，而且當局試圖消滅所有族群的文化習慣，後來造成了1933年的卡济姆叛变。在1960年代，漢特人被迫離開他們的故居，遷移到較大的村莊，於是從游牧生活轉變為定居的型態。這類型的政策並不適合北極圈地區傳統的生活模式。同時，石油以及天然瓦斯的儲存設施也被設立在他們的居住地。1991年5月份，由北歐人、西伯利亞以及遠東民族組成的議會代表抗議蘇聯首長議會的決定，有關於位在漢特-曼西自治區內的Tyanovsk的石油開採行動。有35個漢特族家庭(221人)被驅逐出他們的房子。在史達林統治結束後，1980-90年代有關當局對於防範工業擴張造成傳統領地的傷害受到重視。自治區同時扮演了保護傳統文化和語言很重要的腳色。

### 卡济姆叛变
這場叛亂發生在1933年，為當時在西西伯利亞的漢特人反抗蘇維埃政權的集體化政策。這場反抗是被漢特-曼西自治區的一個小城鎮卡济姆（Казым）命名的。有些文献把这一连串事件称為“卡济姆叛变系列”，这一系列冲突始于1931年，爾後有蘇維埃政府無真心实意的和解试图，但發展成1933年的武力鎮壓，及最终在1934年的清剿。
在1930年代，政府建立卡济姆這個新城鎮為一個“文化基地”。理論上，文化基地是希望通過學校、醫院、商店和其他社区便利設施來吸引漢特人來过村莊生活。這樣将原住民集中到較易管理的社區的努力得到见效，許多漢特人舍弃了他们的森林住宅。但有些人在史達林統治期間則被被強制安置。此外，强制要上诸如在卡济姆这样的城镇里的寄宿學校意味著漢特小孩从传统的家庭带走，并在多年里禁止说他们的母语或遵循他们的文化信仰。
這個過程当中，传统的部落领袖被标为“富農”，并受到绑架和处决。最後導致了1933年由漢特人在森林涅涅茨人的支持下所發起的反抗。叛亂的地點主要集中在卡济姆鎮上，在几个星期內遭到蘇聯紅軍的擊潰。據報導有數十位村民被殺害，房屋也遭到焚毀。這是已知的俄罗斯和西伯利亞部落的最後一次衝突。
在這之後，任何人參與熊葬禮儀式以及庆祝其他漢特文化會被判處10年有期徒刑。獵熊遭到禁止，任何跟漢特文化相连的东西，如圣地、异教神社或墳場皆被摧毁。
這些法律直到1980年代戈尔巴乔夫实行開放政策时才被宽松化。

## 社會、家庭與婚姻
漢特人的親屬關係是以父系繼承的系統為基礎。每個人傳統上都擁有一個宗族，透過親屬關係以及地區聯繫，儘管其定義有所不同。部落主要是集中在卡濟姆河、瓦休甘河、瓦赫河、額爾齊斯河、北鄂畢河。異族通婚間擁有圖騰認同，並可以追溯到過去男性的祖先。

### 婚姻
父權和父權主義影響到漢特人的傳統婚姻。富有的不信东正教的漢特人可以擁有多個妻子（姊妹為首選），但實際上一夫多妻是罕見的。儘管他們普遍貧窮，但新娘的嫁妝，包含馴鹿、毛皮、肉類、手工藝品等禮物都是很常見的。傳統上漢特人的婦女認為禮物和嫁妝是一項保險。她們如果在丈夫的家庭受到虐待并回娘家的话，可以要求退回這些東西。這樣的現象不被蘇維埃政府所認可，他們認為這樣的支付以及安排婚姻會使得婦女成為奴隸。

### 遺產
家族傳統上規範了領土使用權和男性的動物遺產。只有當沒有合適的男性繼承人時，他們才能掌控嫁妝規模並允許女性繼承遺產。出售土地是罕見的，但是他會發生在當整個家族分享收益時。集體化政策使得這樣的傳統廢棄。

### 社會化
年輕男子接受了生存技能訓練，包含參加男性狩獵和釣魚。他們訊養馴鹿，在青春期時，會開始進入親屬團體、參與儀式並且具有責任。女性則是被要求聽話，以及不斷地工作。她們有的在12歲時就作為新娘離開家鄉。蘇聯的寄宿學校改變了這項傳統。

## 產業與生活
漢特人傳統生活仰賴漁場、打獵（傳統使用弓箭和矛，後來用槍）、馴鹿放牧（通常為副業）維生。其中相當仰賴馴鹿作為他們的食物以及生計來源。漢特人也會捕魚、採集浆果和销售馴鹿和透過獵捕而得到毛皮以購買其他必需品。

## 信仰與習俗
17世纪时他们接受了基督教。漢特人目前是東正教基督徒，當中融合了他們的傳統信仰，包含薩滿教以及輪迴說。傳統上漢特人的膜拜儀式和大自然有高度相關。在一場成功的獵熊之後，漢特人偶爾會舉行熊儀式來慶祝。儀式會持續5或6天，這個時間會取決於牠的性別。在這個慶典當中會有超過300首歌以及表演的演出。當中最重要的是：
- Nukh Kiltatty Ar (覺醒中的歌)
- Ily Vukhalty Ar (來自天上的歌) – 這個故事是關於Torum的兒子(天神)，他被Torum送來統治地球。他忘了父親的建議，失去他的永生不朽，轉變成野獸而被獵人殺害。
- Il Veltatty Ar (催眠曲)

### 儀式
在蘇維埃時期，由於主要的儀式領袖-薩滿受到迫害，所有的宗教都被褻瀆成迷信，信仰轉化成行動變成了問題。傳統上熊的儀式的世俗化反應在1970年代拍攝的儀式上，雖然多數漢特人仍然認為熊是神聖的，具有全能的力量。除了透過宴會、舞蹈陪伴熊的心靈之外，還有諷刺的戲劇及小丑，有時候會嘲笑俄羅斯人。祭祀儀式是在神聖的樹林內舉行，但是更常見的是遺留一些諸如錢幣、花朵、布料等小標記在樹林內。一些樹林是婦女崇拜女性的火和生育的場所。生命週期中的重大事件的儀式，例如出生和婚禮，舉行的比例已經下降。取而代之的是世俗的儀式。然而，發現孩子作為轉世祖先的身份的占卜仍然很頻繁。主要的鄂畢河假期是盛夏的漁夫日，這是喝酒、酒宴的時間。

### 醫學
根據疾病的性質和薩滿的聲譽，不同的薩滿服務生病的漢特人。能力強大的薩滿巫師相信能夠透過降神恢復失去的靈魂。專門從事解析夢境來診斷疾病的人大多為女性。降神由薩滿巫師和精神上的助手共同建構了他們的宇宙世界，助手包含了蚊子到神聖的熊。但薩滿教逐漸式微，變得私人化。許多出生、及生病的治療逐漸被醫院、診所的西醫取代。而那些相信靈魂喪失的危險和冒犯祖先精神的人，仍舊尊敬傳統的薩滿巫師。

### 死亡與來世
信仰多重靈魂（女性多達4人，男子5人），意味著在埋葬和紀念宴會中必須採取特別的預防措施。而靈魂之一可能存在於祖先的圖像當中，最終被轉世。有的人可能會成為鳥類翱翔在天空中，有的人可能變成邪惡的靈魂。漢特人的天堂觀念，是從俄羅斯那改編而來的，認為漢特人在一個生活正常的地區進行馴鹿養殖，俄羅斯人則居住在另一個區域。

## 文學與藝術
歷史上，最偉大的演出是文藝儀式的一部分。包含了來自森林的蒙面舞者，以及變裝成女性的男子。薩滿教徒會透過打鼓、跳舞、腹語術、魔術等特技來愉悅參與者們。民間傳說和傳奇故事歌詠了許多冬夜，一些長老仍然知道這些歌頌。所有的家系歌曲，包含了地理以及親屬關係，過去曾經是年輕人教育中的一部分。婦女的工藝品包含服裝、包包上錯綜複雜的花紋和毛皮的設計，當中象徵了動物以及親屬關係。男性的木雕、象牙雕刻兼具商業和宗教意義。
一位具有漢特-曼西人血统的作家叶列梅伊·艾平（Еремей Айпин）在2002年曾經出版一本小說名為《血溅雪花中的圣母》（Божья матерь в кровавых снегах），該書是基于历史事件卡济姆叛变的虚构小说。2008年制作的电影《汉特萨迦》（Сага о Хантах）基于該書。

## 現況
石油公司在現今對漢特人的生存造成威脅。漢特-曼西自治區年石油總產量約為2.6億噸，約佔全俄石油產出的51.3%。俄羅斯專家認為，未來幾十年，該地還可能不斷發現新的產油點，如此豐富的石油資源在全俄甚至世界都不多見。石油的開採造成漢特人土地的汙染，包含河流以及神聖的湖，同時也殺死了馴鹿和驅趕了其他的獵物。這些石油公司很少跟漢特人進行協商，而透過不誠實的補償金保障來欺騙他們。很多漢特人被迫搬離他們的土地，包含他們的狩獵地，同時也失去了馴鹿。
漢特人的祖先在公元前就從北哈薩克斯坦草原等地遷徙至此，以打獵和捕魚為生。現在為保護野生動物，狩獵受到越來越多限制，捕魚在生活中的地位更突出，額爾齊斯河成为他們重要的食物來源地。

## 外部連結
- Centre for Russian Studies — Norwegian studies of Russian peoples
- Khants — Some pictures of Khants' bird and fishery traps
- Redbook: The Khants （页面存档备份，存于）
- Survival International （页面存档备份，存于）
- Endangered Uralic Peoples: Khants or Ostyaks （页面存档备份，存于）